# Alloy
Alloy är ett musikalbum av Nils Janson som släpptes den 23 november 2016 på det svenska skivbolaget Found You Recordings. Albumet är Nils tredje soloskiva och han arbetar på inspelningarna med Jonas Östholm piano, Pär-Ola Landin kontrabas och Sebastian Ågren på trummor.

## Låtlista
1. Kajplats 10 (6:23)
2. Gear Up (7:39)
3. Skogen (5:49)
4. Oh Frankie (6:09)
5. Nami (6:08)
6. Taxi Magic (6:47)
7. Wilton (6:46)
8. Over Ice (7:15)
9. The Old Country (4:25)